# Юнацький чемпіонат Європи з футболу (U-17) 2022
Чемпіонат Європи з футболу серед юнаків віком до 17 років 2022 року — дев'ятнадцятий розіграш турніру (після зміни назви), який пройшов в Ізраїлі з 16 травня по 1 червня 2022 року. Переможцем втретє збірна Франції, яка у фіналі з мінімальним рахунком перемогла збірну Нідерландів.

## Кваліфікація
Докладніше:
- Юнацький чемпіонат Європи з футболу (U-17) 2022 (кваліфікаційний раунд)

## Груповий раунд

### Група A
| Поз | Команда    | І | В | Н | П | ГЗ | ГП | РГ | О | Кваліфікація |
| --- | ---------- | - | - | - | - | -- | -- | -- | - | ------------ |
| 1   | Німеччина  | 3 | 3 | 0 | 0 | 9  | 2  | +7 | 9 | Плей-оф      |
| 2   | Італія     | 3 | 2 | 0 | 1 | 4  | 3  | +1 | 6 | Плей-оф      |
| 3   | Ізраїль    | 3 | 1 | 0 | 2 | 3  | 4  | −1 | 3 |              |
| 4   | Люксембург | 3 | 0 | 0 | 3 | 0  | 7  | −7 | 0 |              |

| 16 травня 2022 17:30 |

| Італія               | 2:3      | Німеччина                           |
| -------------------- | -------- | ----------------------------------- |
| Бруно 44' Болцан 48' | Протокол | Бішоф 24' Ваннер 27' Пейчинович 56' |

| Нес-Ціона, Нес-Ціона Глядачів: 483 Арбітр: Віллі Делажо |

| 16 травня 2022 20:00 |

| Ізраїль                    | 3:0      | Люксембург |
| -------------------------- | -------- | ---------- |
| Юсупове 78', 82' Зоабі 87' | Протокол |            |

| Хаберфелд, Рішон-ле-Ціон Глядачів: 1 424 Арбітр: Андрей Ківулете |

| 19 травня 2022 17:30 |

| Німеччина                            | 3:0      | Люксембург |
| ------------------------------------ | -------- | ---------- |
| Вайпер 7' Ульріх 27' Ібрагімович 70' | Протокол |            |

| Хаберфелд, Рішон-ле-Ціон Глядачів: 184 Арбітр: Ігор Стойчевський |

| 19 травня 2022 20:00 |

| Ізраїль | 0:1      | Італія       |
| ------- | -------- | ------------ |
|         | Протокол | Еспозіто 75' |

| Нес-Ціона, Нес-Ціона Глядачів: 2 276 Арбітр: Крістіан-Петру Чокірка |

| 22 травня 2022 20:00 |

| Німеччина                   | 3:0      | Ізраїль |
| --------------------------- | -------- | ------- |
| Вайпер 59' Рабігер 64', 67' | Протокол |         |

| Муніципальний стадіон, Лод Глядачів: 2 600 Арбітр: Даріо Бел |

| 22 травня 2022 20:00 |

| Люксембург | 0:1      | Італія               |
| ---------- | -------- | -------------------- |
|            | Протокол | Ді Маджіо 25' (пен.) |

| Рамат-Ган, Рамат-Ган Глядачів: 139 Арбітр: Том Овен |

### Група B
| Поз | Команда    | І | В | Н | П | ГЗ | ГП | РГ | О | Кваліфікація |
| --- | ---------- | - | - | - | - | -- | -- | -- | - | ------------ |
| 1   | Нідерланди | 3 | 3 | 0 | 0 | 8  | 3  | +5 | 9 | Плей-оф      |
| 2   | Франція    | 3 | 2 | 0 | 1 | 11 | 4  | +7 | 6 | Плей-оф      |
| 3   | Польща     | 3 | 0 | 1 | 2 | 3  | 9  | −6 | 1 |              |
| 4   | Болгарія   | 3 | 0 | 1 | 2 | 2  | 8  | −6 | 1 |              |

| 16 травня 2022 17:30 |

| Франція                                                   | 6:1      | Польща      |
| --------------------------------------------------------- | -------- | ----------- |
| Дуе 6' (пен.), 15' Геген 27' Діалло 40' Тель 64' Б'яр 66' | Протокол | Драхаль 74' |

| Рамат-Ган, Рамат-Ган Глядачів: 270 Арбітр: Крістіан-Петру Чокірка |

| 16 травня 2022 20:00 |

| Болгарія     | 1:3      | Нідерланди                              |
| ------------ | -------- | --------------------------------------- |
| Георгієв 10' | Протокол | Місегуй 30' Бабаді 60' ван Дейвен 90+1' |

| Муніципальний стадіон, Лод Глядачів: 132 Арбітр: Ігор Стойчевський |

| 19 травня 2022 17:30 |

| Нідерланди                      | 2:1      | Польща      |
| ------------------------------- | -------- | ----------- |
| Гейсен 51' (пен.) Бургаут 90+3' | Протокол | Джерсіо 88' |

| Муніципальний стадіон, Лод Глядачів: 262 Арбітр: Хелгі Мікаель Йонассон |

| 19 травня 2022 20:00 |

| Франція                               | 4:0      | Болгарія |
| ------------------------------------- | -------- | -------- |
| Тель 29', 44' Айкі 86' Заїр-Емері 89' | Протокол |          |

| Рамат-Ган, Рамат-Ган Глядачів: 340 Арбітр: Андрей Ківулете |

| 22 травня 2022 17:30 |

| Нідерланди                                  | 3:1      | Франція    |
| ------------------------------------------- | -------- | ---------- |
| Гейсен 76' (пен.) Міламбо 81' Бургаут 90+4' | Протокол | Діалло 13' |

| Хаберфелд, Рішон-ле-Ціон Глядачів: 1 170 Арбітр: Генрік Налбандян |

| 22 травня 2022 17:30 |

| Польща          | 1:1      | Болгарія    |
| --------------- | -------- | ----------- |
| Славінський 47' | Протокол | Трайков 83' |

| Нес-Ціона, Нес-Ціона Глядачів: 52 Арбітр: Крістіан-Петру Чокірка |

### Група C
| Поз | Команда   | І | В | Н | П | ГЗ | ГП | РГ | О | Кваліфікація |
| --- | --------- | - | - | - | - | -- | -- | -- | - | ------------ |
| 1   | Іспанія   | 3 | 2 | 1 | 0 | 5  | 1  | +4 | 7 | Плей-оф      |
| 2   | Сербія    | 3 | 1 | 2 | 0 | 4  | 3  | +1 | 5 | Плей-оф      |
| 3   | Бельгія   | 3 | 1 | 1 | 1 | 4  | 4  | 0  | 4 |              |
| 4   | Туреччина | 3 | 0 | 0 | 3 | 2  | 7  | −5 | 0 |              |

| 17 травня 2022 17:30 |

| Сербія                 | 1:1      | Бельгія              |
| ---------------------- | -------- | -------------------- |
| - Милошевич 88' (пен.) | Протокол | - Ідумбо-Музамбо 17' |

| Хаберфелд, Рішон-ле-Ціон Глядачів: 164 Арбітр: Хелгі Мікаель Йонассон |

| 17 травня 2022 20:00 |

| Туреччина | 0:2      | Іспанія                    |
| --------- | -------- | -------------------------- |
|           | Протокол | - Родрігес 41' - Браво 53' |

| Нес-Ціона, Нес-Ціона Глядачів: 162 Арбітр: Даріо Бел |

| 20 травня 2022 14:30 |

| Сербія                       | 2:1      | Туреччина  |
| ---------------------------- | -------- | ---------- |
| - Шливич 17' - Милошевич 52' | Протокол | - Узун 43' |

| Хаберфелд, Рішон-ле-Ціон Глядачів: 285 Арбітр: Том Овен |

| 20 травня 2022 16:30 |

| Іспанія                  | 2:0      | Бельгія |
| ------------------------ | -------- | ------- |
| - Боньяр 12' - Браво 45' | Протокол |         |

| Нес-Ціона, Нес-Ціона Глядачів: 1 035 Арбітр: Генрік Налбандян |

| 23 травня 2022 17:30 |

| Іспанія   | 1:1      | Сербія               |
| --------- | -------- | -------------------- |
| Мелья 76' | Протокол | Милошевич 88' (пен.) |

| Хаберфелд, Рішон-ле-Ціон Глядачів: 558 Арбітр: Віллі Делажо |

| 23 травня 2022 17:30 |

| Бельгія                                         | 3:1      | Туреччина |
| ----------------------------------------------- | -------- | --------- |
| Ідумбо-Музамбо 62' (пен.) Спілерс 73' Талбі 77' | Протокол | Узун 76'  |

| Нес-Ціона, Нес-Ціона Глядачів: 102 Арбітр: Андрей Ківулете |

### Група D
| Поз | Команда    | І | В | Н | П | ГЗ | ГП | РГ | О | Кваліфікація |
| --- | ---------- | - | - | - | - | -- | -- | -- | - | ------------ |
| 1   | Данія      | 3 | 2 | 0 | 1 | 7  | 4  | +3 | 6 | Плей-оф      |
| 2   | Португалія | 3 | 2 | 0 | 1 | 10 | 6  | +4 | 6 | Плей-оф      |
| 3   | Швеція     | 3 | 2 | 0 | 1 | 5  | 5  | 0  | 6 |              |
| 4   | Шотландія  | 3 | 0 | 0 | 3 | 2  | 9  | −7 | 0 |              |

| 17 травня 2022 17:30 |

| Данія      | 1:2      | Швеція                 |
| ---------- | -------- | ---------------------- |
| - Саса 59' | Протокол | - Канга 3' (пен.), 24' |

| Рамат-Ган, Рамат-Ган Глядачів: 190 Арбітр: Генрік Налбандян |

| 17 травня 2022 20:00 |

| Шотландія     | 1:5      | Португалія                                                               |
| ------------- | -------- | ------------------------------------------------------------------------ |
| - Макензі 62' | Протокол | - Ліма 8' - Родрігеш 26' - Велозу 37' (пен.) - Морейра 69' - Рібейру 73' |

| Муніципальний стадіон, Лод Глядачів: 204 Арбітр: Том Овен |

| 20 травня 2022 14:30 |

| Данія                                           | 3:1      | Шотландія    |
| ----------------------------------------------- | -------- | ------------ |
| - Сіммельхак 33' - Макензі 47' (аг) - Єнсен 71' | Протокол | - Вілсон 35' |

| Рамат-Ган, Рамат-Ган Глядачів: 185 Арбітр: Даріо Бел |

| 20 травня 2022 16:30 |

| Португалія                                      | 4:2      | Швеція                       |
| ----------------------------------------------- | -------- | ---------------------------- |
| - Рібейру 32' - Велозу 37', 60' - Морейра 45+1' | Протокол | - Канга 7' - де Олівейра 80' |

| Муніципальний стадіон, Лод Глядачів: 620 Арбітр: Віллі Делажо |

| 23 травня 2022 20:00 |

| Португалія | 1:3      | Данія                                          |
| ---------- | -------- | ---------------------------------------------- |
| Ліма 30'   | Протокол | Нарті 62' Гансборг-Соренсен 70' Гоміш 90' (аг) |

| Рамат-Ган, Рамат-Ган Глядачів: 283 Арбітр: Ігор Стойчевський |

| 23 травня 2022 20:00 |

| Швеція    | 1:0      | Шотландія |
| --------- | -------- | --------- |
| Канга 66' | Протокол |           |

| Муніципальний стадіон, Лод Глядачів: 113 Арбітр: Хелгі Мікаель Йонассон |

## Плей-оф

### Чвертьфінали
| 25 травня 2022 17:30 |

| Німеччина                                                          | 1:1      | Франція                                                  |
| ------------------------------------------------------------------ | -------- | -------------------------------------------------------- |
| Вайпер 38'                                                         | Протокол | Саттель 19'                                              |
|                                                                    | Пенальті |                                                          |
| - Шульц - Пейчинович - Бішоф - Ібрагімович - Краттенмахер - Фрітші | 3:4      | - Заїр-Емері - Б'яр - Атангана - Кабамба - Тель - Діалло |

| Хаберфелд, Рішон-ле-Ціон Глядачів: 1 012 Арбітр: Даріо Бел |

| 25 травня 2022 20:00 |

| Нідерланди                     | 2:1      | Італія     |
| ------------------------------ | -------- | ---------- |
| - Місегуй 27' - ван Дейвен 43' | Протокол | Ліпані 64' |

| Нетанья, Нетанья Глядачів: 340 Арбітр: Віллі Делажо |

| 26 травня 2022 17:30 |

| Данія          | 1:2      | Сербія                 |
| -------------- | -------- | ---------------------- |
| Е. Гойлунн 48' | Протокол | Симич 3' Милошевич 64' |

| Нес-Ціона, Нес-Ціона Глядачів: 383 Арбітр: Андрей Ківулете |

| 26 травня 2022 20:00 |

| Іспанія    | 1:2      | Португалія              |
| ---------- | -------- | ----------------------- |
| Боньяр 17' | Протокол | Морейра 9' Родрігіш 63' |

| Нетанья, Нетанья Глядачів: 656 Арбітр: Крістіан-Петру Чокірка |

### Півфінали
| 29 травня 2022 17:30 |

| Франція                                             | 2:2      | Португалія                                                 |
| --------------------------------------------------- | -------- | ---------------------------------------------------------- |
| Заїр-Емері 8' Муніс 45+1' (аг)                      | Протокол | Морейра 12' Ессугу 20'                                     |
|                                                     | Пенальті |                                                            |
| - Геген - Діалло - Кабамба - Б'яр - Тель - Бітшіабу | 6:5      | - Гонсалвіш - Муніс - Родрігіш - Ессугу - Джало - Мендонса |

| Нетанья, Нетанья Глядачів: 1 165 Арбітр: Даріо Бел |

| 29 травня 2022 21:00 |

| Нідерланди                                          | 2:2      | Сербія                                        |
| --------------------------------------------------- | -------- | --------------------------------------------- |
| ван Дейвен 47' Слорі 73'                            | Протокол | Милошевич 50' Міятович 55'                    |
|                                                     | Пенальті |                                               |
| - Гейсен - ван ден Гейвел - Агугіл - Клайн - Бабаді | 5:3      | - Станкович - Радоньїч - Шливич - Серафимович |

| Нетанья, Нетанья Глядачів: 320 Арбітр: Генрік Налбандян |

### Фінал
| 1 червня 2022 19:00 |

| Франція          | 2:1      | Нідерланди |
| ---------------- | -------- | ---------- |
| Кумбеді 58', 60' | Протокол | Слорі 48'  |

| Нетанья, Нетанья Глядачів: 6 725 Арбітр: Крістіан-Петру Чокірка |